# Васил Попов (актьор)
Вижте пояснителната страница за други личности с името Васил Попов.
Васил Николов Попов е известен български комик, театрален и кино артист.

## Кратка биография
Роден е на 25 юни 1934 г. в София. Завършва ВИТИЗ, специалност актьорско майсторство в класа на проф. Кръстьо Мирски.
Васил Попов е играл последователно в Учебния театър към ВИТИЗ и в театрите в Сливен и Видин. През 1960 година той се присъединява към трупата на Сатиричния театър, където се превръща в емблема на театъра през златните му години.
В кариерата си е изиграл повече от 150 роли. Партнирал си е със Стоянка Мутафова, Георги Калоянчев и Георги Парцалев, а в съзнанието на поколения зрители ще остане като тандем с вече покойния Хиндо Касимов. Двамата актьори „се намират, без да се търсят“ в редакция „Хумор, сатира и забава“ на БНР. Оттогава са неразделни не само на сцената, но и в живота. Талантът им блика и извън скечовете. Васко и Хиндо редактират текстовете на хумореските, а понякога сами ги съчиняват. Коронният им номер е сценката, в която се правят на туземци от Черния континент. Дълги години Васил Попов дели една гримьорна с такива светила на Сатиричния театър като Никола Анастасов, Григор Вачков и Константин Коцев и Димитър Манчев. Напъхвал се е в кожите дори на Хамлет и крал Лир, но завинаги ще остане като един от най-талантливите комедийни актьори. Сред многобройните му превъплъщения в Сатиричния театър са ролите в „Дървеница“ от Владимир Маяковски, „Когато розите танцуват“ от Валери Петров, „Свинските опашчици“ от Ярослав Дитл, „Импровизация“ от Валери Петров и Радой Ралин, „Франк Пети“ и „Ромул Велики“ от Фридрих Дюренмат, „Кандидати на славата“ и „Чичовци“от Иван Вазов. Известен е с ролята на готвача „чичо Пандишпан“, която играе в детско телевизионно предаване „Магазинчето на приказките“. Участва в мюзикъла „Телерезада“ (1974), постановка на Хачо Бояджиев.
На Стената на славата пред Театър 199 има пано с отпечатъците му.
Освен в театъра, Васил Попов има роли и в много български филми, сред които „Краят на една ваканция“ (1965), „Момчето си отива“ (1972), „Буна“ (1975), „Опасен чар“ (1984). Той е сред участниците в популярните постановки на Българската национална телевизия „Криворазбраната цивилизация“ (1974) по класическата пиеса на Добри Войников и „Вражалец“ по Ст. Л. Костов. През 2012 година участва в сериала Столичани в повече в ролята на бай Милчо.
Васил Попов почива на 5 август 2015 година, на 81 години. Погребан е в Централните софийски гробища.

## Театрални роли
- „Автобиография“ (1977) (Бранислав Нушич)

## Телевизионен театър
- „Както в Агата Кристи“ (1990) (Любен Попов) – мюзикъл
- „Силует под дъжда“ (1990) (Димитър Василев)
- „Пази се от ягуар“ (1988) (Александър Райчев) – мюзикъл
- „Малка дневна музика“ (1988) – мюзикъл
- „Избраникън на съдбата“ (1987) (Бърнард Шоу) – съдържателят на хана
- „Безумният Журден“ (1982) (от Михаил Булгаков по мотиви на Молиер, реж. Магда Каменова) – учител
- „Орхидеите растат на Монте Гросо“ (1982) (Любен Попов)
- „Наричаха го Бозвели“ (1982) (Олга Кръстева)
- „Прекрасната свинарка“ (1980) (Марти Ларни)
- „Шлагери“ (1980) (Любен Попов)
- „Милионерът“ (от Йордан Йовков, реж. Младен Младенов)
- „Скакалци“ (1979) (Ст Л Костов)
- „В люляковата градина“ (1977) (А. Салодар)
- „Вълшебникът Елин Пелин“ (1976) (Елин Пелин)
- „Вражалец“ (1976) (Ст. Л. Костов), 2 части, мюзикъл, (Втора реализация) – поп Стойко
- „Ловчанският владика“ (1975) (Теодосий Икономов) – мюзикъл
- „Цар и водопроводчик“ (1974) (Павел Вежинов)
- „Телерезада“ (1974) (Пейо Яворов), мюзикъл
- „Малакова“ (1974) (Петко Славейков)
- „Опечалена фамилия“ (1971) (Бранислав Нушич)
- „Човекът от Ла Манча“ (1968) (Мигел де Сервантес)
- „Кристалната пантофка“ (1965) (Тамара Габе)

Хумористични миниатюри
- „Адвокати“ (1970) (Иван Вазов) - адвокат

## Филмография
- Столичани в повече (2012 – 2014) – бай Милчо
- Златната ряпа (тв,1990) – уредникът
- Земляци-веселяци (1986)
- Скакалци (1985)
- Опасен чар (1984)
- Може би фрегата (1980) –капитанът
- Всички и никой (1978)
- Не си отивай! (1976) – художник
- Това се случи на 35-и май (1977), 5 серии
- Буна (1975)
- „Нако, Дако, Цако“ (3-сер. тв, 1974) – престъпник от хората на Пупо (в 3-та серия: „Моряци“)
- Лека нощ, възрастни!.. (1972 – 1980), 27 серии
- Момчето си отива (1972) Художникът Ацата
- Демонът на империята (1971), 10 серии – Христо Иванов – Големия
- На всеки километър (1969 – 1971), 26 серии
- Армандо (1969)
- Джеси Джеймс срещу Локум Шекеров (1966)
- Краят на една ваканция (1964) - продавачът на шапки